# Etničke grupe Armenije
Etničke grupe Armenije: 2.996.000 stanovnika, 25 naroda
- Armenci, 2.930.000
- Asirci ili Ajsori, 4900
- Azeri, Sjeverni, 20.000
- Balkarci, 800
- Bjelorusi, 1100
- Boša Romi, 50
- Britanci, 50
- Čečeni, 200
- Darginci, 300
- Grci, 4600
- Gruzijci ili Kartveli, 1300
- Kazahi, 400
- Kurdi, Sjeverni, 12.000
- Litvanci, 200
- Moldavci, 500
- Mordvini, 500
- Nijemci, 300
- Oseti, 400
- Poljaci, 300
- Rumunji, 600
- Rusi, 8800
- Tatari, 500
- Ukrajinci, 6900
- Uzbeci, Južni, 300
- Židovi, 800

ostali pojedinci/neizjašnjeni, 	1000